# Макун, Кристиан
Кристиан Фредерик Байой Макун Рейес (исп. Christian Frederick Bayoi Makoun Reyes; род. 5 марта 1999) — венесуэльский футболист, полузащитник клуба «Левски» и сборной Венесуэлы.

## Клубная карьера
Воспитанник венесуэльского клуба «Самора». В 2016 году дебютировал в основном составе.
6 августа 2019 года подписал контракт с будущим клубом MLS «Интер Майами», вступающим в главную лигу США в сезоне 2020. 1 марта 2020 года в матче стартового тура сезона против «Лос-Анджелеса», ставшем для «Майами» дебютом в MLS, вышел на замену во втором тайме. 5 сентября 2020 года был заявлен в фарм-клуб «Интер Майами» в Лиге один ЮСЛ — «Форт-Лодердейл». Дебютировал за «Форт-Лодердейл» в тот же день в матче против «Чаттануга Ред Вулвз». Свой первый гол за «Интер Майами» забил 14 сентября 2021 года в матче против «Торонто», реализовав пенальти.
10 января 2022 года был обменян в «Шарлотт», новый клуб MLS. 26 февраля 2022 года сыграл в матче стартового тура сезона против «Ди Си Юнайтед», ставшем для «Шарлотта» дебютом в MLS.
4 августа 2022 года был приобретён «Нью-Инглэнд Революшн» за $400 тыс. в общих распределительных средствах с возможной доплатой дополнительных распределительных средств в зависимости от достижения им определённых показателей. За «Революшн» дебютировал 13 августа 2022 года в матче против «Ди Си Юнайтед», выйдя на замену во втором тайме вместо Джастина Ренникса. По окончании сезона 2023 покинул «Нью-Инглэнд Революшн» в связи с отклонением опции продления контракта.
В январе 2024 года подписал контракт с клубом чемпионата Кипра «Анортосис Фамагуста».

## Карьера в сборной
2 марта 2017 года на чемпионате Южной Америки среди игроков до 17 лет забил гол в ворота сборной Перу.
В 2017 году был вызван в состав за сборной Венесуэлы до 20 лет на чемпионат мира.
За сборную Венесуэлы дебютировал 25 марта 2022 года в матче квалификации чемпионата мира 2022 против сборной Аргентины.

## Достижения
- Обладатель Кубка Венесуэлы: 2019
- Финалист чемпионата мира для игроков до 20 лет: 2017